# Quadriennale de Prague
La Quadriennale de Prague est une exposition en scénographie et en architecture théâtrales qui se déroule à Prague tous les 4 ans depuis 1967.
Les travaux de différents décorateurs et scénographes de près de 60 pays y sont présentés. La Quadriennale est l'événement mondial le plus important dans le genre.

## Prix
De nombreux Prix sont décernés lors de la Quadriennale, le plus prestigieux étant le Triga d'Or attribué à la meilleure exposition.

### Pays vainqueurs du Triga d'Or
- 1967 : France
- 1971 : Allemagne de l'Est
- 1975 : URSS
- 1979 : Royaume-Uni
- 1983 : Allemagne de l'Est
- 1987 : États-Unis
- 1991 : Royaume-Uni
- 1995 : Brésil
- 1999 : République tchèque
- 2003 : Royaume-Uni
- 2007 : Russie
- 2011 : Brésil
- 2015 : Estonie
- 2019 : Macédoine du Nord
- 2023 : Chypre

## 14e Quadriennale (2019)
La 14e Quadriennale de Prague s'est tenue du 6 au 16 juin 2019.

## 15e Quadriennale (2023)
La 15e Quadriennale de Prague s'est tenue du 8 au 18 juin 2023. Elle avait pour thème "Rare".
Le Triga d'Or a été décerné à Chypre.
La France a reporté le Prix du Jury.